# Прошкіно (Шуміхинський округ)
Про́шкіно (рос. Прошкино) — село у складі Шуміхинського району Курганської області, Росія. Входить до складу Галкинської сільської ради.
Населення — 198 осіб (2010, 332 у 2002).
Національний склад станом на 2002 рік: росіяни — 99 %.